# Gare de Bir Bouregba
La gare de Bir Bouregba est une gare ferroviaire des lignes de chemin de fer à voie métrique qui relient Tunis à Gabès et Bir Bouregba à Nabeul. Elle est située à Bir Bouregba en Tunisie.

## Situation sur le réseau
La gare de Bir Bouregba est la première gare de la ligne de Bir Bouregba à Nabeul

## Histoire
La ligne de Tunis à Gabès est mise en double voie entre Borj Cédria et Bir Bou Regba en 1999.
En 2013, deux individus appartenant au groupe terroriste Ansar al-Charia sont arrêtés dans la gare.

## Services des voyageurs

### Desserte
Les trains circulent sur la ligne de Bir Bouregba à Nabeul et desservent Hammamet et l'autre terminus de la ligne, Nabeul.
La prochaine gare est celle d'Hammamet.